# تارین
تارین (به عربی: تارین) یک روستا در سوریه است که در استان حمص واقع شده‌است. تارین ۱٬۵۸۵ نفر جمعیت دارد.